# Zadvorsko
Zadvorsko är en ort i Kroatien.   Den ligger i länet Zagreb, i den centrala delen av landet, 10 km sydväst om huvudstaden Zagreb. Zadvorsko ligger 113 meter över havet och antalet invånare är 1 166.
Terrängen runt Zadvorsko är platt. Runt Zadvorsko är det ganska glesbefolkat, med 30 invånare per kvadratkilometer. Närmaste större samhälle är Zagreb - Centar, 10,0 km nordost om Zadvorsko. I omgivningarna runt Zadvorsko växer i huvudsak lövfällande lövskog.